# Atchafalaya Basin
Das Atchafalaya Basin bildet den westlichen Teil des Mississippi-Deltas. Unter dem Namen Atchafalaya Swamp ist es als größter Sumpf der USA bekannt. Der Atchafalaya River nimmt eine Sonderstellung innerhalb der Delta-Ebene des Mississippi ein, weil er aktuell, abgesehen vom Hauptarm, als einziger Mündungsarm ein eigenes kleines wachsendes Delta aufbaut.

## Geografische Merkmale

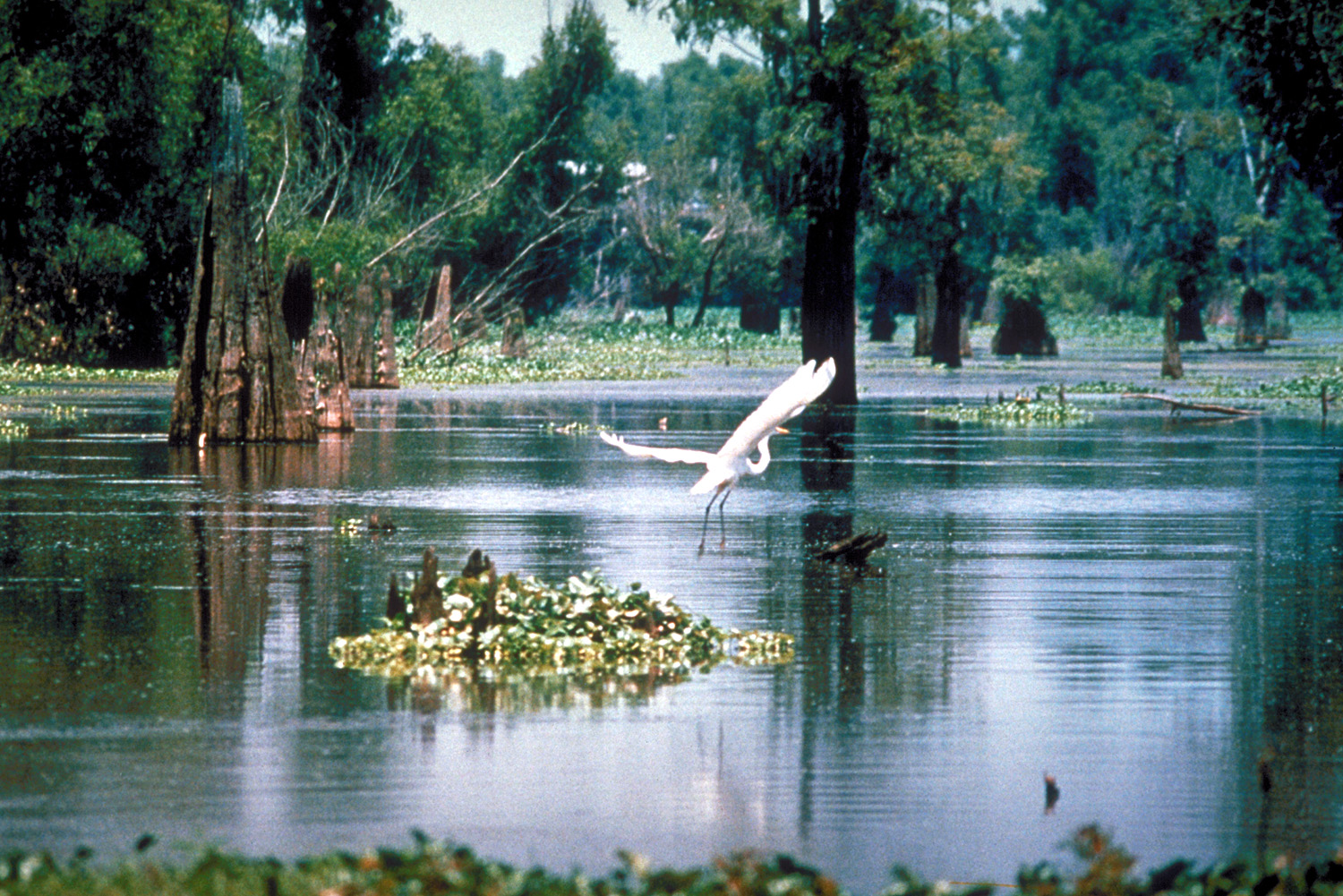
Ein Sumpf im Atchafalaya Basin

Für das Atchafalaya Basin mit dem umgebenden flachen Einzugsbereich des Flusses sind die Altarme, Sumpfzypressen und die Marsch, die das Brackwasser aufnimmt, charakteristisch. Es endet in der Schlickgrasmarsch an der Küste des Golf von Mexiko und umfasst den Lower Atchafalaya River, den Wax Lake Outlet, die Atchafalaya Bay und den Atchafalaya River sowie die Bayous Chene, Boeuf und Black.
Das Becken, das stets auch von schweren Überschwemmungen betroffen ist, ist nur spärlich bewohnt. Es ist ungefähr 32 km breit und 240 km lang. Mit einer Fläche von 2.410 km² ist es die größte Sumpf-Wildnis der USA und umfasst national bedeutsame weite Flächen von Laubgehölzen am unteren Flusslauf, sowie Sümpfe, Altarme und Stauwasserseen. Die wenigen Straßen verlaufen über Deiche. Die Interstate 10 überquert das Becken auf der beinahe 30 km langen Atchafalaya-Swamp-Brücke von Maringouin nach Henderson. Das Atchafalaya National Wildlife Refuge wurde 1984 zum Schutz der Pflanzengesellschaften, der gefährdete Tierarten und der Wasser- und Zugvögel eingerichtet.

## Hydrologie des Beckens
Das Atchafalaya Basin erstreckt sich zwischen dem aktuellen und einem früheren Hauptarm des Mississippi, dem heutigen Bayou Teche. Bereits seit etwa 1500 leitet der Atchafalaya Wasser aus dem Mississippi zum Meer. Da der Weg über den Atchafalaya zur Küste kürzer und damit steiler ist als der Weg über die östliche Route, den der Hauptarm nimmt, nahm der Wasserzufluss in den Atchafalaya seither stetig zu. Dieser Prozess wurde im 19. Jahrhundert durch die Entfernung von Treibholzbarrieren und durch Ausbaggerungen noch verstärkt. Erst mit Fertigstellung der Old River Control Structure, eines Systems aus Dämmen und Wehren, ist dieser Prozess (vorerst) gestoppt worden. Heute dürfen noch maximal 30 % des Wassers des Mississippi über den Atchafalaya River in den Golf von Mexiko fließen.

### Die Marsch und das überschüssige Flusswasser

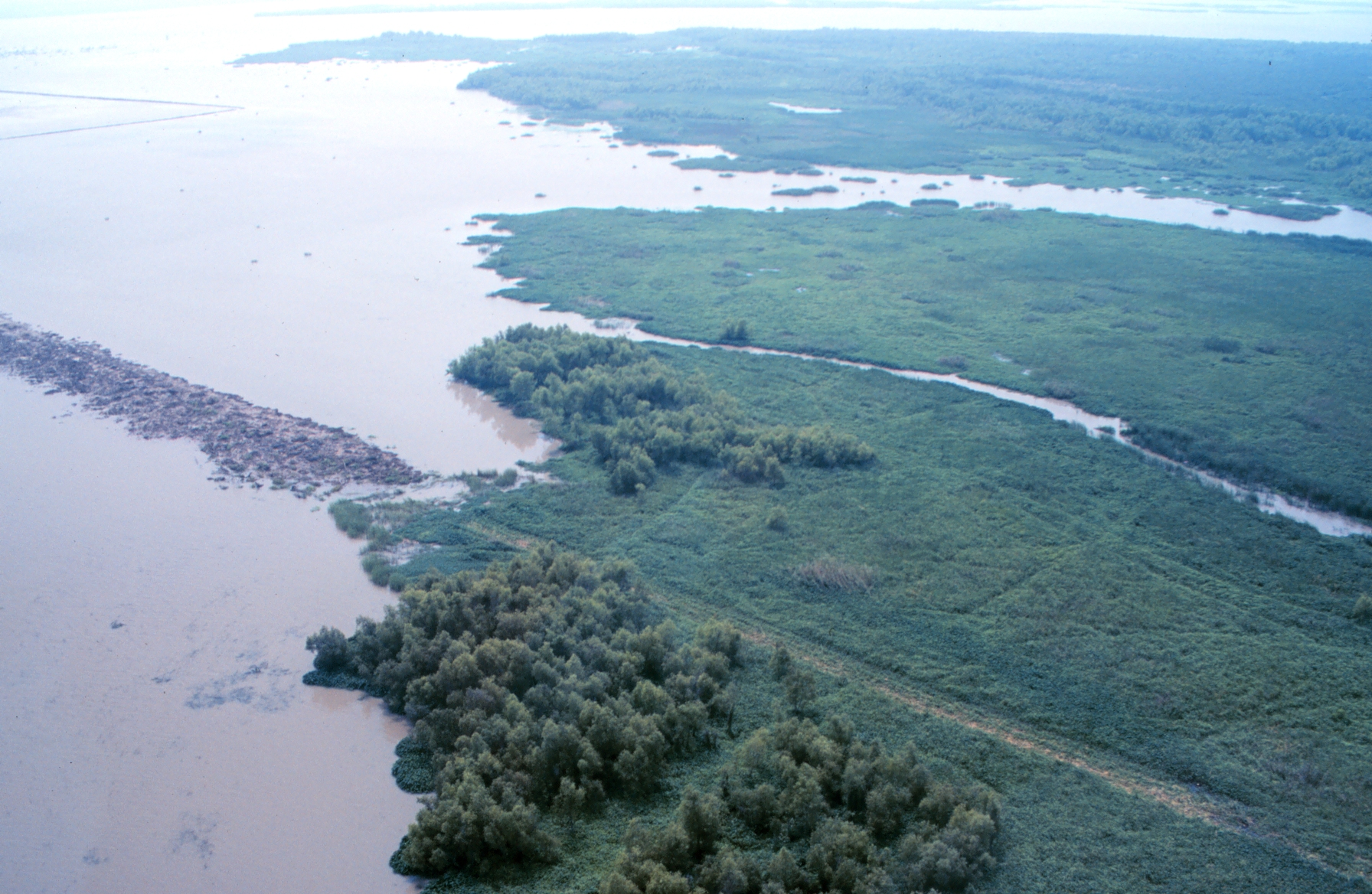
Luftbild des Big-Island-Mining-Project-Restaurationsgebiets im Atchafalaya Bay

Wie die Wasserfluten entlang des Mississippis zu bändigen sind, wurde zu einer Streitfrage in den jüngsten Jahrzehnten, es wird jetzt vermutet, dass die Kanalisation des Flusses und die abnehmende Verschlickungsrate der umgebenden Salzwiesen mit der zunehmenden landwirtschaftlichen  Nutzung des Bayou Country-Gebiets durch die wachsende Bevölkerung, zusammenhängen.  Der United States Geological Survey berichtet, dass  jedes Jahr über 75 km² Land an das Meer verloren gehen. 
Durch die Abnahme der Verschlickungsrate und die abnehmende Wasserbewegung wurde die Eindämmung der Altarme und die Anlegung von Schleusen durch das US Army Corps of Engineers nötig. Der Bau eines Deichs entlang des Atchafalaya Basin trug zur Abtrennung des Sumpfes vom Fluss bei, was die Aufnahme überschüssigen Wassers durch die benachbarten Feuchtwiesen zum Stillstand brachte. Dadurch wurde die Sauerstoffaufnahme des Flusswassers reduziert, wodurch die Farbe des Wassers von braun zu schwarz wechselte. 
Die litoralen Salzwiesen formen eine Pufferzone, die die ganze Küste von Louisiana vor den Auswirkungen der Hurrikane im Golf von Mexiko schützt und die begleitenden Sturmfluten zerstreut. Die Marsch entsteht durch die Wiederauffüllung mit abgesetztem Schluff, der sich jetzt über die scharfe Kante des Kontinentalschelfs  in den künstlich kanalisierten Fluss des Mississippis absetzt. Von den 1950er bis zu den 1970er Jahren baggerte die Ölindustrie tiefe Kanäle in die Marsch, um Schleppkähne als Plattformen bewegen zu können. Die scharfe Kante zerbröckelte weiter und es entstanden breite, flache Kanäle in den Salzwiesen.